# 앨릭스 스콧 (1984년생 축구인)
알렉산드라 비리나 스콧(영어: Alexandra Virina Scott, 1984년 10월 14일 ~ )은 앨릭스 스콧(Alex Scott)이라는 이름으로 알려져 있는 잉글랜드의 전직 여자 축구 선수로 선수 시절 포지션은 라이트 백이었다.

## 클럽 경력
8세 시절이던 1992년에 아스널 유스 팀에 입단하면서 데뷔했다. 2002년에는 아스널 성인 팀으로 승격되었고 2003-04 시즌에서 아스널의 FA 여자 프리미어리그, FA 여자컵 우승에 기여했다. 2004년에는 버밍엄 시티로 이적했고 2004-05 FA 여자 프리미어리그 시즌에서 버밍엄 시티가 4위를 차지하는 데에 기여했다. 하지만 버밍엄 시티가 재정난에 처하면서 2005-06 시즌에 아스널로 복귀하게 된다.
2005-06 시즌부터 2008-09 시즌까지 아스널의 FA 여자 프리미어리그 4회 우승, 아스널의 FA 여자컵 3회 우승, FA 여자 커뮤니티 실드 2회 우승, FA 여자 프리미어리그컵 2회 우승에 기여했다. 특히 2006-07 UEFA 여자컵(현재의 UEFA 여자 챔피언스리그) 시즌에서는 우메오 IK와의 결승 1·2차전에서 나온 유일한 골을 기록하여 아스널의 우승에 기여했다.
2008년에 있었던 미국 여자 프로 축구 창설을 계기로 미국 무대 이적을 추진했다. 2008년 9월 25일에는 에마 헤이스가 감독을 맡고 있던 미국의 여자 축구 클럽인 시카고 레드 스타스에 지명되었으나 2009년 1월 15일에 보스턴 브레이커스와 정식 계약을 체결했다. 2009년 2월 6일부터 보스턴 브레이커스 소속으로 활약했고 2009 미국 여자 프로 축구 시즌에서 17경기에 출전하여 1골, 1도움을 기록했다. 2010 미국 여자 프로 축구 시즌에서는 21경기에 출전하여 2도움을 기록했고 2011 시즌에서는 14경기에 출전했다.
2012년에는 보스턴 브레이커스에서 뛰었던 동료인 켈리 스미스와 함께 아스널로 복귀했으며 아스널의 FA 여자 슈퍼리그 1회 우승, FA 여자컵 3회 우승, FA 여자 리그컵 3회 우승에 기여했다. 2018년 5월 12일에 열린 맨체스터 시티와의 FA 여자 슈퍼리그 경기를 끝으로 은퇴했는데 아스널은 맨체스터 시티에 2-1 승리를 기록했다.

## 국가대표 경력
국가대표 경력 초반에는 잉글랜드 여자 U-19·U-21 축구 국가대표팀 선수로 활동했으며 캐나다에서 개최된 2002년 FIFA U-19 세계 여자 축구 선수권 대회에 참가했다. 2004년 9월 18일에 열린 네덜란드와의 친선 경기에 처음 출전하면서 잉글랜드 여자 축구 국가대표팀 선수로 데뷔했고 2005년 10월 27일에 열린 헝가리와의 2007년 FIFA 여자 월드컵 유럽 지역 예선 경기에서 자신의 국가대표팀 첫 골을 기록했다.
4차례의 UEFA 유럽 여자 축구 선수권 대회(2005년, 2009년, 2013년, 2017년), 3차례의 FIFA 여자 월드컵(2007년, 2011년, 2015년)에 참가했다. 특히 핀란드에서 개최된 UEFA 여자 유로 2009에서는 잉글랜드의 준우승에 기여했으며 캐나다에서 개최된 2015년 FIFA 여자 월드컵에서는 잉글랜드가 3위를 차지하는 데에 기여했다.
2012년 런던 하계 올림픽에서는 영국 여자 축구 국가대표팀 선수로 참가했으나 영국은 캐나다와의 8강전 경기에서 패배하여 탈락했다. 2013년 3월 13일에 열린 캐나다와의 키프로스컵 결승전 경기에서 A매치 100경기 출전 기록을 수립했고 2013년 7월 15일에 열린 러시아와의 UEFA 여자 유로 2013 조별 예선 경기에서 잉글랜드 여자 축구 국가대표팀 100경기 출전 기록을 수립했다. 2017년 9월 2일을 기해 국가대표팀에서 은퇴했으며 잉글랜드 여자 축구 국가대표팀 140경기에 출전했다.

## 사생활
앨릭스 스콧은 잉글랜드 런던에서 태어났으며 아일랜드, 자메이카 혈통을 갖고 있다. 2011년에는 런던 킹스턴 칼리지, 푸마의 후원을 통해 여자 축구 발전을 위한 16세부터 19세까지의 여자 축구 선수를 대상으로 하는 아카데미 프로그램인 앨릭스 스콧 아카데미를 설립했다. 또한 영국의 공산주의 계열 신문인 《모닝 스타》에 여자 축구와 관련된 주간 칼럼을 게재했고 BBC 스포츠, 스카이 스포츠, BT 스포츠의 축구 전문 프로그램에 출연했다.
앨릭스 스콧은 2017년부터 영국방송공사(BBC)의 축구 전문 텔레비전 프로그램에 출연했고 BBC에서 방송된 2018년 FIFA 월드컵, 2019년 FIFA 여자 월드컵 프로그램 진행을 맡았다. 2019년 9월에는 BBC One의 춤 경연회 프로그램인 《스트릭틀리 컴 댄싱》의 17번째 시즌에서 무용가 닐 존스와 함께 출연했다. 앨릭스 스콧-닐 존스 듀엣은 11라운드에서 5위를 기록하면서 탈락했다.
앨릭스 스콧은 2017년에는 잉글랜드의 여자 축구에 헌신한 공로를 인정받아 영국 왕실로부터 새해를 맞이하기 위한 차원에서 대영 제국 훈장을 받았다.

## 수상

### 클럽
아스널
- FA 여자 프리미어리그 5회 우승 (2003-04, 2005-06, 2006-07, 2007-08, 2008-09)
- FA 여자컵 7회 우승 (2003-04, 2005-06, 2006-07, 2007-08, 2012-13, 2013-14, 2015-16)
- FA 여자 프리미어리그컵 2회 우승 (2006-07, 2008-09)
- FA 여자 슈퍼리그 1회 우승 (2012)
- FA 여자 리그컵 3회 우승 (2012, 2013, 2015)
- FA 여자 커뮤니티 실드 2회 우승 (2006, 2008)
- UEFA 여자 챔피언스리그 1회 우승 (2006-07)

### 국가대표
잉글랜드
- 2009년 키프로스컵 우승
- UEFA 여자 유로 2009 준우승
- 2013년 키프로스컵 우승
- 2015년 키프로스컵 우승
- 2015년 FIFA 여자 월드컵 3위